# Stroudia anarchia
Stroudia anarchia är en stekelart som beskrevs av Giordani Soika 1976. Stroudia anarchia ingår i släktet Stroudia och familjen Eumenidae. Inga underarter finns listade i Catalogue of Life.